# Ilias Boumassaoudi
Ilias Boumassaoudi (Eindhoven, 14 januari 2005) is een Nederlands-Marokkaans voetballer die als doorgaans als middenvelder speelt. In 2023 tekende hij zijn eerste profcontract bij FC Den Bosch.

## Carrière
Boumassauoudi doorliep de jeugdopleiding van PSV en later die van FC Den Bosch. Op 20 april 2023 tekende Boumassaoudi zijn eerste profcontract bij FC Den Bosch. Hierdoor ligt hij vast tot de zomer van 2026.
Hij debuteerde op 8 mei 2023, in de uitwedstrijd van FC Den Bosch tegen Jong FC Utrecht: 0-0. Boumassaoudi kwam in de eenenzeventigste minuut het veld in voor Steven van der Heijden. Vier dagen later maakte hij in het thuisduel met Almere City FC, (2-2), zijn basisdebuut. De Marokkaan scoorde in de eenentwintigste minuut de 1-0 uit een vrije trap. In de rust werd hij vervangen door Tomas Kalinauskas. Nadat Boumassaoudi in het seizoen 2023/24 eenendertig keer in actie kwam en vier keer scoorde kwam hij het seizoen erop lange tijd niet in de plannen van de leiding voor. Op 31 maart 2025 stond hij, na zes invalbeurten, voor het eerst in het seizoen in de basis. De Marokkaanse jeugdinternational maakte in de tweeënveertigste minuut de 1-3 tegen Jong PSV (2-4).

## Interlandcarrière
Boumassaoudi komt sinds 2023 uit voor Marokko -20. Zijn debuut maakte hij op 13 november 2023 tegen Liberia -20. Hij speelde de gehele wedstrijd mee en gaf twee assists. In zijn tweede interland, twee dagen later uit tegen Algerije -20 maakte Boumassaoudi zijn eerste goal. Als invaller scoorde hij in de tweede minuut van de blessuretijd van de tweede helft de 3-0 op aangeven van Jong FC Utrecht speler Rafik El Arguioui. Op 9 september 2024 kwam in de vijftiende minuut van de thuiswedstrijd tegen Saudi Arabië -20 de 1-0 op zijn naam. Vanaf eind april 2025 doet Boumassaoudi mee aan de Africa Cup -20. Alle drie de poulewedstrijden kwam hij in actie. Tegen Kenia -20 (3-2) en  Nigeria -20 (0-0) als invaller, tegen Tunesië -20 (3-1) als basisspeler en bereikte zo de kwartfinale. In die kwartfinale tegen Sierra Leone -20 viel Boumassaoudi tijdens de verlenging in en maakte hij vijf minuten voor tijd de enige treffer. Hierdoor kwalificeerden de Marokkanen zich tevens voor het WK -20 in  Chili. Op donderdag 15 mei 2025 bereikte Marokko -20 met Boumassaoudi in de basis de finale door met 1-0 gastland Egypte te verslaan. Ook in de finale startte hij in de basis. De Marokkanen werden daarin door Zuid-Afrika -20 met 1-0 verslagen.

## Statistieken
| Seizoen                       | Club           | Land           | Competitie     | Competitie | Competitie | Beker | Beker | Totaal | Totaal |
| Seizoen                       | Club           | Land           | Competitie     | Wed.       | Dlp.       | Wed.  | Dlp.  | Wed.   | Dlp.   |
| ----------------------------- | -------------- | -------------- | -------------- | ---------- | ---------- | ----- | ----- | ------ | ------ |
| 2022/23                       | FC Den Bosch   | Nederland      | Eerste divisie | 2          | 1          | 0     | 0     | 2      | 1      |
| 2023/24                       | FC Den Bosch   | Nederland      | Eerste divisie | 31         | 4          | 1     | 0     | 32     | 4      |
| 2024/25                       | FC Den Bosch   | Nederland      | Eerste divisie | 9          | 1          | 0     | 0     | 9      | 1      |
| 2025/26                       | FC Den Bosch   | Nederland      | Eerste divisie | 1          | 0          | 0     | 0     | 1      | 0      |
| Carrièretotaal                | Carrièretotaal | Carrièretotaal | Carrièretotaal | 43         | 6          | 1     | 0     | 44     | 6      |
| Bijgewerkt op 9 augustus 2025 |                |                |                |            |            |       |       |        |        |

1 Bakker ·
3 Maas ·
4 Van Grunsven ·
5 De Groot ·
6 Felida ·
7 Sillé ·
8 Monzialo ·
9 Karlsson Grach ·
10 Van Leeuwen ·
11 Verbeek  ·
15 De Vries ·
17 Semedo ·
18 Van Hedel ·
19 Kuijpers ·
20 Acheffay ·
21 Kotzebue ·
22 Fortes ·
23 Bakaľa ·
26 El Bakkali ·
27 Akmum ·
31 Bijlsma ·
33 Laros ·
36 Van de Merbel ·
40 Boumassaoudi ·
47 Barglan ·
48 Elum ·
Coach: Landvreugd
· Assistent-trainer: Van Overbeek
· Assistent-trainer: Mesaoudi
· Keeperstrainer: De Wit